# Mão morta
Mão morta, oficialmente chamada de Perímetr, é um sistema russo de retaliação nuclear. Existe desde 1985 e está instalado em um bunker subterrâneo em Moscovo.

## Funcionamento
Ao invés de disparar com o acionamento de um botão, o sistema é baseado na necessidade de um feedback periódico, sem o qual são acionadas, simultaneamente, as 700 ogivas nucleares espalhadas pelo território russo, em direção a alvos distintos ao redor do mundo. A ideia é que, em caso de uma aniquilação de toda a população russa, a retaliação seja imediata e fatal. Outras fontes dizem que existem também sensores nas zonas militares de Moscou, que detectariam uma eventual eliminação do alto comando das forças armadas russas, disparando o arsenal nuclear em seguida.

Em 2018, Bruce Blair, especialista em desarmamento, disse ao jornal britânico Daily Star que o sistema não apenas continua em funcionamento, como está sendo aperfeiçoado pelo governo russo. Apesar da polêmica envolvida, Blair defende o sistema, por considerá-lo uma contribuição para reduzir o risco de um conflito nuclear real. 
“A existência da Mão Morta significa que o Ocidente vai pensar duas vezes se quiser usar armas nucleares” (Bruce Blair)

## Na Coreia do Norte
Em 2022, o parlamento da Coreia do Norte aprovou uma lei que atualizou a política nuclear do país, permitindo o disparamento automático de armas nucleares. A lei foi inspirada na mão morta.